# Pecado capital

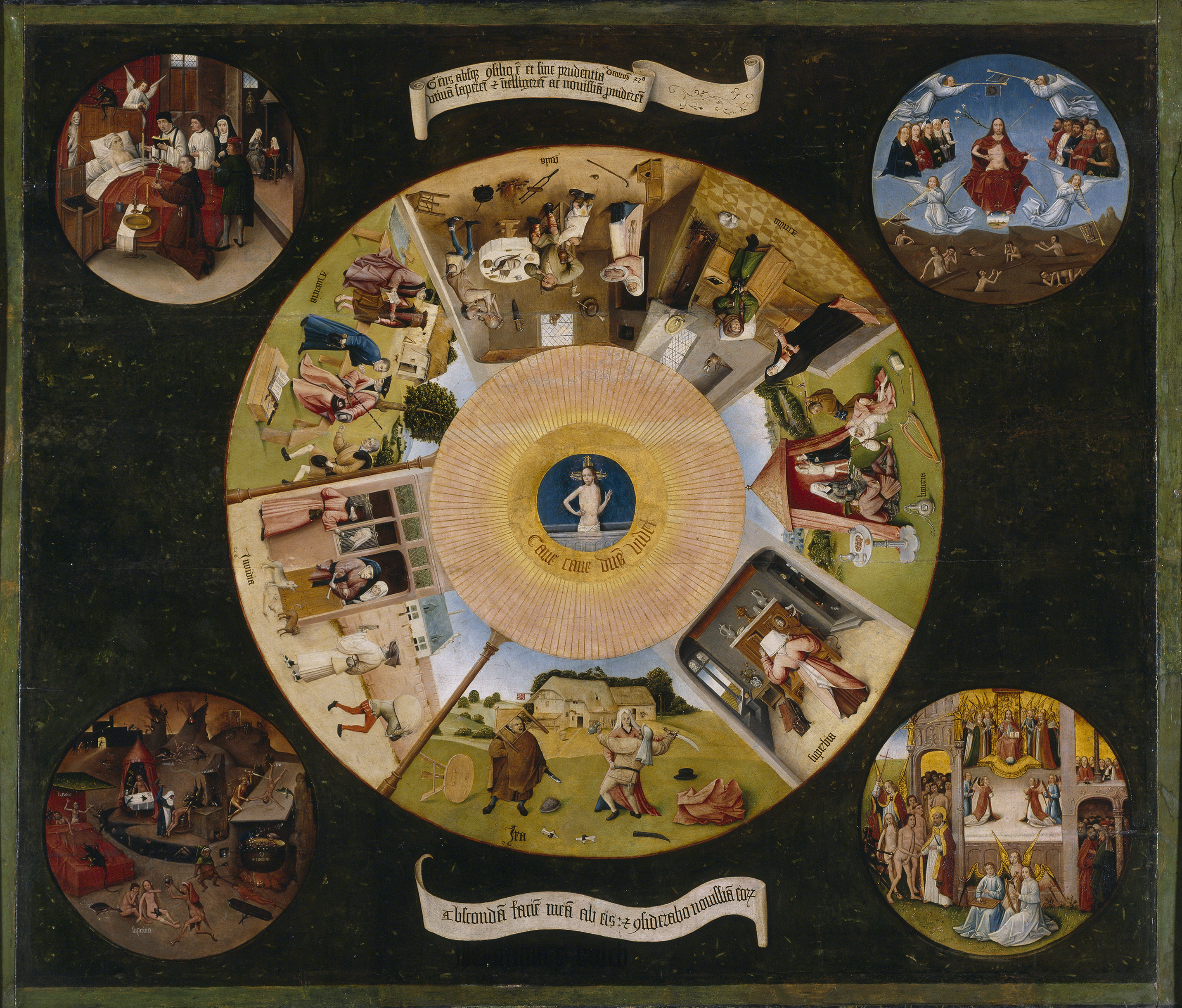
Representação dos sete pecados capitais por Bosch ou um de seus discípulos.

Os conceitos incorporados no que se conhece hoje como os sete pecados capitais tratam de uma classificação de condições humanas conhecidas atualmente como vícios, que precedem o surgimento do cristianismo, mas que foram usadas mais tarde pelo catolicismo com o intuito de educar os seguidores, de forma a compreender e controlar os instintos básicos do ser humano e assim se aproximar de Deus. 
O sete pecados capitais também pode ser compreendidos como vícios emocionais ou mais precisamente como "paixões". Nascemos com um repertório pré-definido de emoções. Vaidade, orgulho, avareza, luxuria, inveja etc. nada mais são do que mecanismos emocionais que nos ajudaram e nos ajudam em nossa sobrevivência. Mas quando tais mecanismos começam a atuar sem causas aparentes tornando-se o centro de nossa personalidade, denominamos "paixões".
A lista final, apresentada no século XIII, é a versão aprimorada de uma primeira versão, datada do Século IV. Todo esse esforço em descrever defeitos de conduta tinha um motivo: facilitar o cumprimento dos Dez Mandamentos. Assim, a Igreja Católica classificou e selecionou os pecados da seguinte forma: a tríplice concupiscência que é a raiz dos pecados capitais; pecados capitais que são os pais dos outros vícios; pecados veniais que são perdoáveis sem a necessidade do sacramento da confissão e os pecados mortais que são merecedores de condenação por ferirem os dez mandamentos de Deus. A partir de inícios do século XIV a popularidade dos sete pecados capitais entre artistas da época resultou numa popularização e mistura com a cultura humana no mundo inteiro. 

## Os sete pecados capitais

### Gula
A gula é o desejo insaciável por comida e por bebida. Segundo tal visão, a gula também está relacionada com o egoísmo humano: querer adquirir sempre mais e mais, não se contentando com o que já tem, uma forma de cobiça. 
Sua virtude oposta é a moderação.

### Ganância (Avareza)
A ganância (ou avareza) é o apego excessivo e descontrolado ao se ter tudo o que se deseja, fazendo de forma certa ou errada para se obter algo que sempre quis possuir.
Sua virtude oposta é a generosidade.

### Luxúria
A luxúria (do latim luxuria) é o desejo passional e egoísta por todo o prazer sensual e material. Também pode ser entendido em seu sentido original: “deixar-se dominar pelas paixões”.
Consiste no apego aos prazeres carnais, corrupção de costumes; sexualidade extrema, lascívia e sensualidade.
Sua virtude oposta é a castidade.

### Ira
Conhecida também por cólera, é o sentimento humano de externar a raiva e o ódio por alguma coisa ou alguém. É o forte desejo de causar mal ao outro, e um dos grandes responsáveis pela maior parte dos conflitos humanos no transcorrer das gerações.
Sua virtude oposta é a paciência.

### Inveja
A inveja (do latim invidia) 'é o desejo exagerado por posses, status, habilidades e tudo que outra pessoa tem e consegue. A pessoa invejosa ignora suas próprias conquistas e prioriza o status de outra pessoa no lugar do próprio crescimento. O invejoso ignora tudo o que possui, para cobiçar o que é do próximo.
Sua virtude oposta é a caridade.

### Preguiça
Do latim acedia. A pessoa com este pecado capital é caracterizada pela Igreja Católica como alguém que vive em estado de falta de capricho, de esmero, de empenho, em negligência, desleixo, morosidade, lentidão e moleza, de causa orgânica ou psíquica, que a leva a uma inatividade acentuada.
Sua virtude oposta é a diligência.

### Orgulho (Soberba)
O orgulho está associado à arrogância, soberba, presunção e futilidade. A Vaidade consiste em ser superior a todos. Isso fez com que Lúcifer se sentisse superior a Deus.
Segundo o teólogo São Tomás de Aquino, o orgulho era um pecado tão grande que deveria ser tratado em separado dos demais pecados capitais, merecendo atenção especial. Foi inclusive, chamada de o rei de todos os pecados capitais, porque orgulho tem a ver com o próprio ego e todos os pecados capitais antes de serem vivenciados, pensam somente em si e no prazer que podem adquirir. A Igreja Católica, tira a orgulho e unifica a vanglória de vã glória, auto glorificação, ao orgulho e em consequência á vaidade. Que além da questão estética tem a ver com o narcisismo, a autoafirmação, a arrogância e o orgulho.
Sua virtude oposta é a humildade.

### Nome em Latim
1. Orgulho, em latim superbia
2. Avareza, em latim avaritia
3. Luxúria, em latim luxuria
4. Inveja, em latim invidia
5. Gula, em latim gula
6. Ira, em latim ira
7. Preguiça, em latim acedia

Com as iniciais destas palavras latinas, formava-se o termo saligia, utilizado como referência aos pecados capitais como um só.

### Comparação com os demônios
Em 1589, Peter Binsfeld associou cada um dos pecados capitais com seus respectivos demônios seguindo os significados mais usados. De acordo com Binsfeld's Classification of Demons, esta comparação segue o esquema:
- Asmodeus - Luxúria
- Belzebu - Gula
- Mammon - Ganância
- Belphegor - Preguiça
- Azazel - Ira
- Leviatã - Inveja
- Lúcifer - Orgulho

### As 7 Virtudes Humanas
Para cada um dos 7 pecados, também tem uma virtude oposta a ele, que são:
1. Vaidade – Humildade
2. Avareza – Generosidade
3. Luxúria – Integridade
4. Inveja – Caridade
5. Gula – Moderação
6. Ira – Resiliência
7. Preguiça – Plenitude

## Teoria dos 7 Pecados

### Segundo Evágrio do Ponto
De acordo com o livro Sacred Origins of Profound Things (Origens Sagradas de Coisas Profundas), de Charles Panati, o teólogo e monge grego Evágrio do Ponto (345 – 399) teria escrito uma lista de oito crimes (culpas) e "paixões" humanas, em ordem crescente de importância (ou gravidade):
1. Gula (desequilíbrio da alimentação)
2. Avareza (ganância, desequilíbrio do ter)
3. Luxúria (desequilíbrio do prazer que o luxo traz, normalmente ligado ao sexo)
4. Ira (desequilíbrio da emoção)
5. Melancolia (depressão, desequilíbrio da autoestima para baixo)
6. Preguiça (desequilíbrio do descanso)
7. Orgulho (desequilíbrio da autoestima para cima)
8. Vanglória (vaidade, desequilíbrio da humildade)

Para Evágrio os pecados tornavam-se piores à medida que tornassem a pessoa mais egocêntrica, com o orgulho ou soberba sendo o suprassumo dessa fixação do ser humano em relação a si mesmo. Isso o afastaria do espírito, que é sua origem em Deus.

### Segundo Papa Gregório I
No final do século VI o Papa Gregório I transformou o texto avulso numa recomendação oficial da Igreja, reduzindo a lista a sete itens, juntando "vaidade" e "orgulho" (ou "soberba"), e trocando "acídia" (ou "preguiça") por "indolência" e "melancolia" por "inveja". Para fazer sua própria hierarquia, o pontífice colocou em ordem decrescente os pecados que mais ofendiam ao amor:
1. Orgulho
2. Inveja
3. Ira
4. Indolência
5. Avareza
6. Gula
7. Luxúria

### Segundo Tomás de Aquino
Mais tarde, outros teólogos, entre eles, Tomás de Aquino analisaram novamente a gravidade dos pecados e fizeram mais uma lista. No século XVII, a igreja substituiu "melancolia" – considerado um pecado demasiado vago – por "preguiça".
A lista de Tomás de Aquino dos pecados capitais era:
- Orgulho
- Inveja
- Ira
- Acídia
- Avareza
- Gula
- Luxúria

Os pecados são diretamente opostos às sete virtudes, que pregam o exato oposto dos sete pecados capitais.

### Dante Alighieri e o Malebolge
Dante Alighieri foi quem de fato popularizou o conceito dos pecados mortais. Na sua obra-prima, A Divina Comédia, descreveu os diferentes círculos do Inferno e os associou a cada um dos pecados. Na primeira parte da Divina Comédia, Inferno, Dante teve que descer os nove andares do chamado Malebolge (um Inferno em funil). Cada um era dedicado a um pecado, e quanto mais baixo mais graves eram. Os pecados eram: Orgulho, Avareza, Luxúria, Inveja, Gula, Ira, Preguiça, Heresia e Mentira.
Os Sete pecados capitais aparecem no Purgatório: Orgulho, Inveja, Ira, Preguiça, Avareza, Gula e Luxúria. Depois do Purgatório, Dante segue para o Paraíso.

#### Heresia
A heresia é a crença em qualquer outro deus que não seja Deus, que seriam vistos como demônios. Um herege não tinha fé em Deus, fazendo da heresia um pecado que levava a alma diretamente ao Inferno. Toda e qualquer religião, culto ou crença que não contempla o Deus Judaico-Cristão é considerada pelos cristãos como herege.

#### Mentira
Distorcer a verdade. A mentira é um pecado gravíssimo, pois uma pessoa pode mentir por diversos motivos, a maioria pecados. Um mentiroso não cumpre um dos seus deveres para com Deus: a confissão.

### Papa Bento XVI
Segundo Bento XVI, além da Saligia, os humanos teriam desenvolvido sete pecados capitais modernos. Eles são:
1. Pressa: uma pessoa apressada não tem tempo para Deus. A Pressa origina Ira e causa acidentes.
2. Manipulação genética: isso seria "brincar de Deus", algo inaceitável.
3. Interferir no Meio Ambiente: adicionar imperfeições na Criação de Deus.
4. Causar pobreza: retirar dinheiro dos outros por Avareza.
5. Ser muito rico: causa desigualdade social, o que é inaceitável pois todos são iguais perante Deus.
6. Usar drogas: interferir em seu organismo.
7. Causar injustiça social: preconceito e bullying, em sua maioria.

O Vaticano divulgou essa lista ainda neste século, sendo eles os pecados capitais do Século XXI.